# التعلم العميق
يعد التعلّم العميق أو الأعمق في التعليم الأمريكي مجموعة من النتائج التعليمية للطلبة متضمنًا اكتساب محتوى أكاديمي قوي ومهارات تفكير عليا وتصرفات تعليمية، ويستند التعلم العميق إلى فرضية مفادها أن طبيعة العمل والحياة المدنية والحياة اليومية تتغير، وبالتالي فإن التعليم الرسمي يتطلب بشكل متزايد أن يوفر للشباب القدرة على اكتساب مهارات مثل التفكير التحليلي وحل المشكلات المعقدة والعمل الجماعي.
ويرتبط التعلم العميق بحركة متنامية في التعليم الأمريكي الذي يركز بشكل خاص في قدرة تطبيق المعرفة على ظروف من واقع الحياة وحل المشاكل الجديدة.
ويطبق عدد من المدارس والمناطق التعليمية الأمريكية التي تخدم طيفًا اجتماعيًا واقتصاديًا التعلم العميق باعتباره عنصراً لا يتجزأ من منهجهم التعليمي.

## التاريخ
وفي حين أن مصطلح «التعلم العميق» جديد نسبيًا، فإن فكرة تمكين الطلبة من تطوير المهارات التي تمكنهم من تطبيق التعلم والتكيف والازدهار في التعليم ما بعد الثانوية، فضلا عن الحياة المهنية، ليست فكرة جديدة. ويوجد عدد من السوابق الهامة للتعلم الأعمق.
على سبيل المثال، قدم الفيلسوف الأمريكي والنفساني والمصلح التربوي جون ديوي (1859-1952) حجة قوية لصالح أهمية التعليم ليس فقط كمكان لاكتساب المعرفة بالمحتوى بل وأيضًا كمكان لتعلم كيفية العيش. مثل المؤيدين المعاصرين للتعلم العميق، ويعتقد ديوي أن الطلبة يزدهرون في بيئة يسمح لهم فيها بالتجربة والتفاعل مع المنهج الدراسي والتفاعل معه، ويجب أن تتاح الفرصة لجميع الطلبة للمشاركة في تعلمهم. وقد كانت حجج ديوي هي التي شاعت حركات التعليم التقدمي والتعليم البنائي، والتي دعت إلى التعليم والتعلم بما يتجاوز معرفة المحتوى عن ظهر قلب.
وشهد التعليم القائم على المهارات في التسعينيات انتعاشًا مع ظهور حركات «مهارات القرن الحادي والعشرين» و «الشراكة من أجل مهارات القرن الحادي والعشرين». ففي عام 2012، أصدر مجلس البحوث الوطني للأكاديميات الوطنية التعليم من أجل الحياة والعمل: تطوير المعرفة والمهارات القابلة للتحويل في القرن الحادي والعشرين، وهو تقرير عن إعادة رفع مستوى التعلم العميق من القضية وتلخيص أدلة البحث عن نتائجها حتى الآن.

## المهارات والكفاءات
وطبقًا لرأي خبراء الاقتصاد في مجال العمل فرانك ليفي من معهد ماساتشوستس للتكنولوجيا وريتشارد مورنان من كلية الدراسات العليا للتعليم بجامعة هارفارد، منذ عام 1970، ومع التغيرات الاقتصادية الناجمة التي أحدثتها التكنولوجيا والعولمة، انخفضت مطالب أصحاب العمل للعمال ذوي المهارات الروتينية المتكررة - سواء كانت يدوية أو معرفية - بشكل حاد، بينما ارتفع الطلب على أولئك الذين لديهم كفاءات تعلم أعمق مثل التفكير المعقد ومهارات الاتصال.
وقد وجد البحث الذي أجراه كاسيل وكولستاد أنه بحلول عام 2000، تحولت أفضل المهارات التي تطلبها شركات الولايات المتحدة فورتشين 500 من القراءة والكتابة والحساب التقليدي إلى العمل الجماعي وحل المشكلات ومهارات التعامل مع الآخرين.
وكشفت دراسة مسح أجراها مجلس المؤتمرات عام 2006 لنحو 400 من أرباب العمل أن الكفاءات التعليمية الأكثر عمقًا كانت الأكثر أهمية بالنسبة للوافدين الجدد إلى القوى العاملة. وتضمنت القدرات الأساسية الاتصالات الشفوية والمكتوبة والتفكير النقدي / حل المشكلات. وتشير نتائج مجلس المؤتمرات إلى أن «المهارات التطبيقية على جميع المستويات التعليمية تفوق المعارف والمهارات الأساسية، مثل فهم القراءة والرياضيات، في حين أن» التوصيات الثلاثة«لا تزال أساسية لأي قدرة جديدة للقوة العاملة على أداء المهمة، ويؤكد أصحاب العمل على أن المهارات التطبيقية مثل العمل الجماعي / التعاون والتفكير النقدي» مهمة للغاية«لتحقيق النجاح في العمل.» 
وفي عام 2002، أسس ائتلاف من مجتمع الأعمال الوطني وقادة التعليم وصانعي السياسات الشراكة لمهارات القرن الحادي والعشرين (الآن شراكة لتعليم القرن الحادي والعشرين، أو P21)، وهي منظمة غير ربحية. هدف P21 هو تعزيز حوار وطني حول «أهمية مهارات القرن الحادي والعشرين لجميع الطلبة» و «وضع استعداد القرن الحادي والعشرين في مركز تعليم K-12 في الولايات المتحدة». وأصدرت المنظمة تقارير تستكشف كيفية دمج نهج أربعة خدمات في بيئات التعلم. وشملت أبحاثهم ومنشوراتهم تحديدًا لكفاءات ومهارات التعلم الأعمق التي أطلقوا عليها أربعة خدمات في تعلم القرن الحادي والعشرين (التعاون والتواصل والتفكير النقدي والإبداع)، وفي استبيان أجرته جمعية الإدارة الأمريكية (AMA)، وجد المديرون التنفيذيون حاجة إلى موظفين ذوي مهارات عالية لمواكبة وتيرة التغيير السريعة في الأعمال التجارية والتنافس على المستوى العالمي. وحدد الاستطلاع ثلاثة من «أربعة عناصر» (التفكير النقدي والتواصل والتعاون) على أنها أعلى ثلاث مهارات ضرورية لهؤلاء الموظفين.
وقد تم وصف «التعلّم العميق» من قبل مؤسسة ويليام وفلورا هيوليت في عام 2010  حيث تحدد مجموعة من النتائج التعليمية: 
- إتقان المحتوى الأكاديمي الصارم
- تنمية مهارات التفكير النقدي وحل المشكلات
- القدرة على العمل بشكل تعاوني
- التواصل الشفوي والكتابي الفعال
- تعلم كيفية التعلم
- تنمية عقلية أكاديمية والحفاظ عليها.

## إصلاحات تعليمية
وطور ممارسوا التعلّم العميق عدد من طرق الإصلاح التعليمية وأقاموا مجموعة متنوعة من نماذج الفصول الدراسية والمدرسة والمقاطعات. وأثناء التأكيد على إتقان المحتوى القوي، يطلب المعلمون من الطلبة «تجاوز الفهم الأساسي وإجراءات الخوارزمية والانخراط في المهارات التي تقع في الجزء العلوي من تصنيفات التعلم التقليدية - التحليل والتركيب والإبداع»، وفقًا لما ذكره علماء التعليم في جامعة هارفارد جال مهتا وسارة فاين. «يتم التعامل مع الطلبة على أنهم صانعوا معاني نشيطون لديهم القدرة على القيام بعمل مثير للاهتمام وقيِّم الآن، وليس الغرض من المدرسة إعداد الطلبة لمستقبل افتراضي بقدر دعمهم في الانخراط في التحديات المعقدة التي ينطوي عليها العمل المهني في أفضل حالاتها.» وحدد المجلس القومي للبحوث في تقريره عام 2012 بعنوان «التعليم من أجل الحياة والعمل» الأساليب التالية القائمة على البحث لتطوير التعلّم العميق: 
- استخدم تمثيلات متعددة ومتنوعة للمفاهيم والمهام
- شجع على التفصيل والاستجواب وتفسير الذات
- قم بإشراك المتعلمين في المهام الصعبة، مع التوجيهات الداعمة والتغذية الراجعة
- قم بالتدريس بأمثلة وحالات
- دافع الطالب الرئيسي
- استخدم التقييم التكويني

دراسة أعمق لما تُظهره أدلة «أفضل الممارسات» ربط طرق التدريس بتطوير إطار عمل التعليم الخاص بـ 4C الخاص بالشراكة من أجل القرن الحادي والعشرين  والكفاءات المحددة في نموذج هيوليت للتعلم العميق،  تعطي صورة أوضح عن «ما يعمل» من حيث الاستراتيجيات والأدوات التعليمية. وعلى سبيل المثال، حدد مختبر مارزانو التأثيرات العالية للتعلم التعاوني لتطوير التشارك، والمنظمات الرسومية لتطوير التفكير الناقد، وردود الفعل لزيادة حدة التواصل، وتعزيز المنظمين لإثراء أنشطة الدخول في التعلم القائم على حل المشكلات (PBL) وما إلى ذلك. إن التحليل التلوي لجون هاتي للتعلم المرئي أكثر تحديدًا. الاستراتيجيات التي تعزز ما وراء المعرفة والتأمل وملاحظات الطلبة والإبداع والاستعلام وتدعم بشكل أكبر نوع التدريس الذي يثري التعلم العميق والتعليمي بشكل أكبر. بالإضافة إلى ذلك، توضح دراساته كيف أن استراتيجيات التدريس السطحية مثل المحاضرات وأوراق العمل والاختبارات المتكررة بشكل مفرط وغيرها لا تفعل الكثير من أجل الإنجاز أو التعلم العميق. بالنسبة للمتعلمين الصغار، حدد مركز إبداع الطفولة الدور القوي للتفكير الإبداعي في الفصل الدراسي. 
وبالرغم أن الأدلة التي تدعم التأثير المباشر للتعليم المنظم حول نتائج التعلم العميق في دفع الإنجاز الأكاديمي ليست قوية حتى الآن، إلا أنها تستمر في البناء. تقود P21 جهدًا في جامعة كونيتيكت لعلاج هذا. وفي وقت مبكر من عام 2008، أظهرت دراسة أجريت على سبعمائة طالب من كاليفورنيا أن الطلبة الذين تعرضوا لتدريس الرياضيات المصمم لتطوير كفاءات تعلم أعمق تفوقوا بشكل كبير على أقرانهم الذين تم تدريسهم من خلال طرق أكثر تقليدية. 

## شبكة المدارس
ويركز عدد من شبكات مدارس الإصلاح التربوي في جميع أنحاء البلاد على تطوير كفاءات تعلم أعمق. في حين تلتزم هذه الشبكات بنتائج تعليمية أعمق، إلا أن هذه الشبكات تختلف في نماذجها التعليمية ومناهجها الخاصة بتصميم المدارس. وتشمل الشبكات البارزة شبكة مدارس جمعية آسيا للدراسات الدولية ومدارس EdVisions ومدارس التصور.
وبسبب القيود التي تفرضها قوانين الولايات والقوانين الفيدرالية، فإن المناطق التعليمية أكبر التحديات لإعادة التعلم العميق إلى مدارسها. وبدأت الشراكة من أجل التعلم في القرن الحادي والعشرين  تحديد المدارس النموذجية التي كانت تعتمد على إدراج مهارات القرن الحادي والعشرين كعنصر أساسي لجلب خبرات تعلم أعمق لجميع الأطفال. وتأتي بعض هذه المدارس النموذجية من شبكات الإصلاح، ولكن العديد منها مدارس ومقاطعات استهدفت تعليمات ونتائج التعلم العميق كمهمتها ولكن بدون الفوائد المالية والعلاقات العامة والامتثال الممنوحة للمدارس المستأجرة.
ولتعزيز الفكرة، أنشأت P21 مدونة على الويب «لربط النقاط بين مهارات القرن الحادي والعشرين ونتائج التعلم العميق».  وتتم كتابة مقالات المدونة بشكل مجاني من قبل الكتاب التربويين الرئيسيين الذين يدافعون عن التحول النموذجي إلى التعلم العميق وكذلك عن طريق التوازن بين قادة المدارس والمعلمين وأخصائيي التعلم المحترفين وغيرهم من الذين يدمجون ممارسات التعلم العميق في مناهجهم وتعليمهم وتقييمهم وخطط تغيير النظام. وفي عامها الثاني، توسعت مجلة P21 على الإنترنت بدون رسوم إلى مجلة أسبوعية عبر الإنترنت ثلاث مرات.
ومع بدء المزيد من المدارس، وخصوصًا المدارس العامة، في التخطيط لدمج التعلم العميق، بحثت مجموعة من أنصار ولاية إلينوي، الذين تمت محاذتهم مع P21، بالبحث عن المساعدة لتوسيع نطاق أفضل لممارسات التدريس في القرن الحادي والعشرين في الفصول الدراسية. وكانت النماذج الناجحة بالفعل في الولايات المتحدة والخارج تعتمد على نسخ من التعلم القائم على المشروع (القائم على حل المشكلات، والتحقيق، وصنع المنتج، والقائم على المشروع)؛  وكان هناك اختلاف كبير في الفعالية. بعد مراجعة النماذج من مصادر متعددة، قرر اتحاد إلينوي لمدارس القرن الواحد والعشرين أنه ليس هناك ما يكفي للتكامل المنهجي في المدارس أو الأنظمة. قام فريق الكونسورتيوم، المكون من مطورين محترفين متطوعين وذوي خبرة طويلة، ومعلمين في الفصول الدراسية، وإداريين ومتخصصين في تغيير المدرسة، وكلهم من ذوي الخبرة في إصلاح المدارس العامة، بتكييف وإعادة تصميم نماذج (PBL) الأكثر فعالية وتصميم نهج جديد على مستوى المدرسة من PBL تضمن تعليمات وتقييمًا صريحًا لـ 4CS كما تدعو الشراكة والتكنولوجيا والتأمل والاستجابة الثقافية. وتم دمج هذه العناصر في دورة تصميم PBL ، تسمى MindQuest21. وتمت موازنة الإبداع مع التفكير الناقد للسماح للمعلمين بتحدي الإطار الضيق للمعايير التي تجاهلت العوامل الابداعية. 
ولم يكن نهج MindQuest21 مثالاً منعزلاً. كما أظهر برنامج تحديد نماذج P21، فإن العديد من المدارس التي تعمل في كثير من الأحيان بمفردها، وأحيانًا بالتنسيق مع مدارس أخرى في منطقة ما، تحول نموذج التعلم من التعلم السطحي الذي تدفعه اختبارات استدعاء القانون التربوي الفيدرالي «لا طفل يتخلّف» (No Child Left Behind- NCLB Act) إلى التعلم العميق الذي يحفزه مدراء المشاريع والمعلمين. وبنفس الطريقة، قام المعلمون المبدعون الذين تمكنوا من تحدي التهديدات بالعقوبات من NCLB بالشيء نفسه. 

## التقييم
وتركز معظم الاختبارات المستخدمة في النظام المدرسي الأمريكي الحالي بشكل أساسي على تحقيق المعرفة بالمحتوى والاعتماد بشكل كبير على العناصر متعددة الخيارات، وقياس المعرفة ذات المستوى المنخفض في المقام الأول وبعض المهارات الأساسية. وجدت دراسة أجرتها مؤسسة راند أنه في الولايات الـ17 التي تمت دراستها، أقل من 2 ٪ من عناصر الرياضيات وحوالي 20 ٪ فقط من عناصر فنون اللغة الإنجليزية (ELA) في اختبارات الولاية تطلب من الطلبة تحليل أفكارهم أو توليفها أو مقارنتها أو انتقادها أو استقصتها أو إثباتها أو شرحها.
ومع ذلك، تم تشكيل اثنين من اتحادات التقييم متعددة الولايات الممولة اتحاديًا - الشراكة لتقييم الاستعداد للكلية والمهن (PARCC) واتحاد التقييم المتوازن الأكثر ذكاءً (SBAC)  - لتطوير الجيل التالي من أدوات التقييم، وليتم إطلاقها في 2014-2015. وتظهر الأبحاث التي أجرتها لجنة CRESST بجامعة كاليفورنيا في لوس أنجلوس زيادات ملحوظة في كمية مهارات الرتب الأعلى ليتم تقييمها وفقًا لمقياس عمق المعرفة. وتعقد شبكة مختبر الابتكار (ILN) بالولايات،  التي يتولى تنسيقها مجلس رؤساء المدارس الحكومية، اتحادًا أصغر غير رسمي من عشر ولايات لوضع استراتيجيات لإنشاء ونشر تقييمات أكثر طموحًا فكريًا. وتتضمن تقييمات الأداء قيد التطوير من قبل الدول المشاركة مهام تتطلب من الطلبة تحليل المعرفة ونقدها وتقييمها وتطبيقها. وكما تهدف الاختبارات الجديدة إلى تشجيع التدريس الذي يسعى لمساعدة الطلبة على اكتساب المعرفة واستخدامها بسُبلٍ أكثر تعقيداً. 
وأصدرت المعاهد الأميركية للبحوث في سبتمبر 2014 تقريراً عن مقارنة شبه تجريبية لمدارس التعليم التقليدية الأكثر عمقًا لمدة ثلاث سنوات. وأظهرت نتائج البحث نتائج الطلبة المحسنة التالية: استفاد الطلبة الذين يحضرون مدارس شبكة التعلم العميق من فرص أكبر للانخراط في التعلم العميق وأبلغوا عن مستويات أعلى من المشاركة الأكاديمية، والتحفيز على التعلم والكفاءة الذاتية ومهارات التعاون؛ إذ حصل الطلبة على درجات تقييم موحدة أعلى للولاية بغض النظر عن خلفية الطالب؛ حصل الطلبة على درجات أعلى في اختبار PISA للمدارس  على مقاييس معرفة المحتوى الأساسي ومهارات حل المشكلات المعقدة؛ تخرج الطلبة في الوقت المحدد بمعدلات أعلى إحصائيًا (9 بالمائة)؛ وبعد التخرج كان الطلبة أكثر ميلاً للالتحاق بكليات التي تمتد أربع سنوات والتسجيل في مؤسسات أكثر انتقائية.

## روابط خارجية
- هل تحتاج إلى وظيفة؟ اخترعه. فريدمان ، توماس ل.نيويورك تايمز، 3/31/2013
- «تفاهة التعلم العميق» ، لوفليس، توم. مدونة Brown Centre Chalkboard ، بروكينغز، 5/29/13
- سلسلة مدونات من 8 أجزاء عن التعلم العميق ، Edutopia ، مؤسسة جورج لوكاس التعليمية
- تسليط الضوء على التعلم العميق ، أسبوع التعليم
- يتبنى المعلمون «التعلم العميق»، وترجمة الدروس إلى مهارات عملية ، PBS NewsHour
- تهدف مدرسة كنتاكي إلى «التعلم العميق» ، PBS NewsHour
- هل يمكن لـ «التعلم العميق» سد فجوة الإنجاز؟ أخبار بي بي إس
- OpEd: البحث عن التعلم العميق ، تشاو، باربرا. أسبوع التعليم